# Републикански път III-8672
Републикански път IIІ-8672 е третокласен път, част от Републиканската пътна мрежа на България, преминаващ изцяло по територията на Кърджалийска област, Община Кирково. Дължината му е 2 km и е вторият най-къс Републиканската път в България.
Пътят се отклонява надясно при 60 km на Републикански път III-867 северно от село Кирково, насочва се на юг и след 2 km свършва в центъра на селото.